# Microleropsis rufimembris
Microleropsis rufimembris är en skalbaggsart som beskrevs av J. Linsley Gressitt 1937. Microleropsis rufimembris ingår i släktet Microleropsis och familjen långhorningar. Inga underarter finns listade i Catalogue of Life.